# Johanniskirche (Heldra)

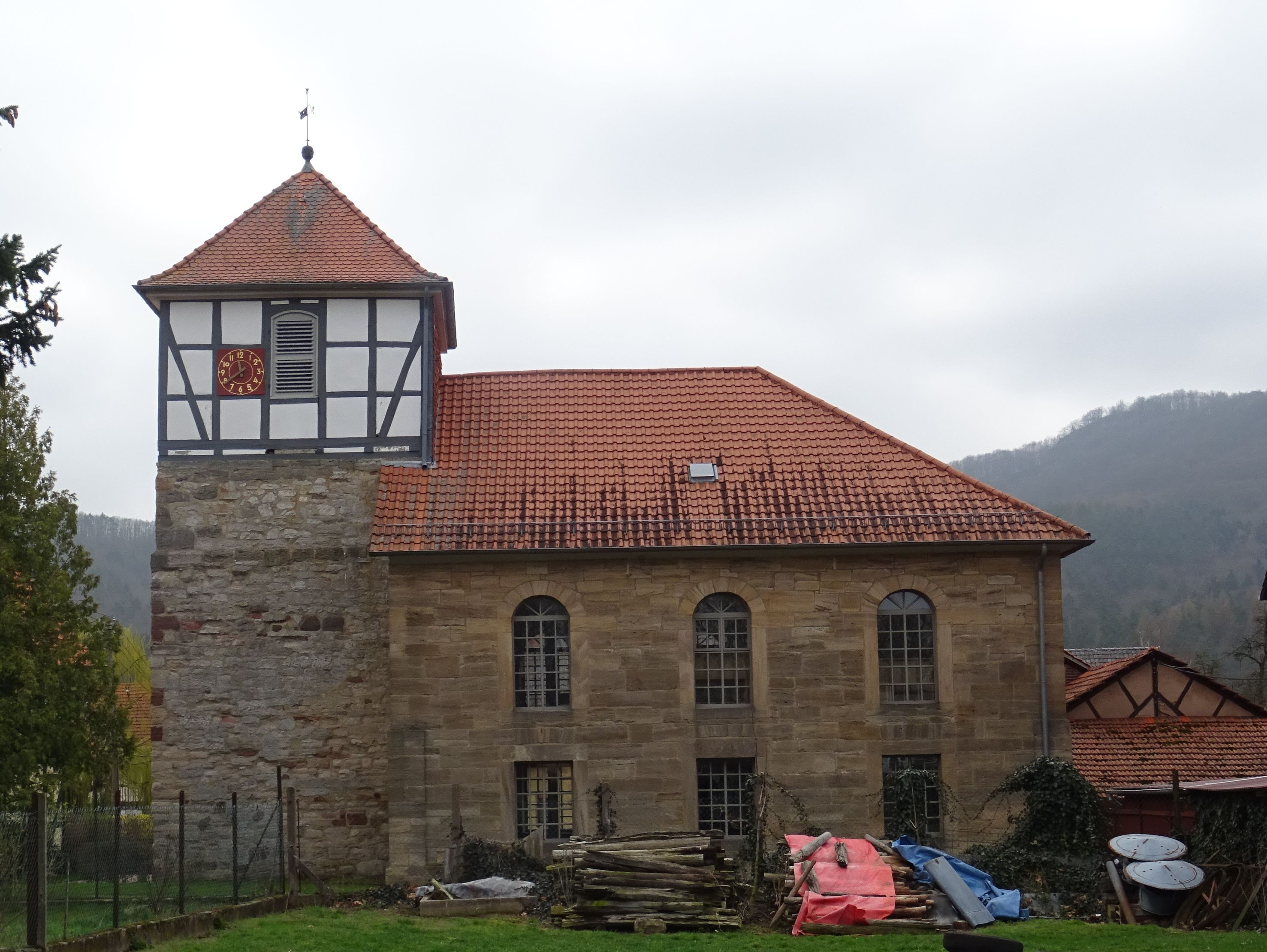
Die Johanniskirche von Norden

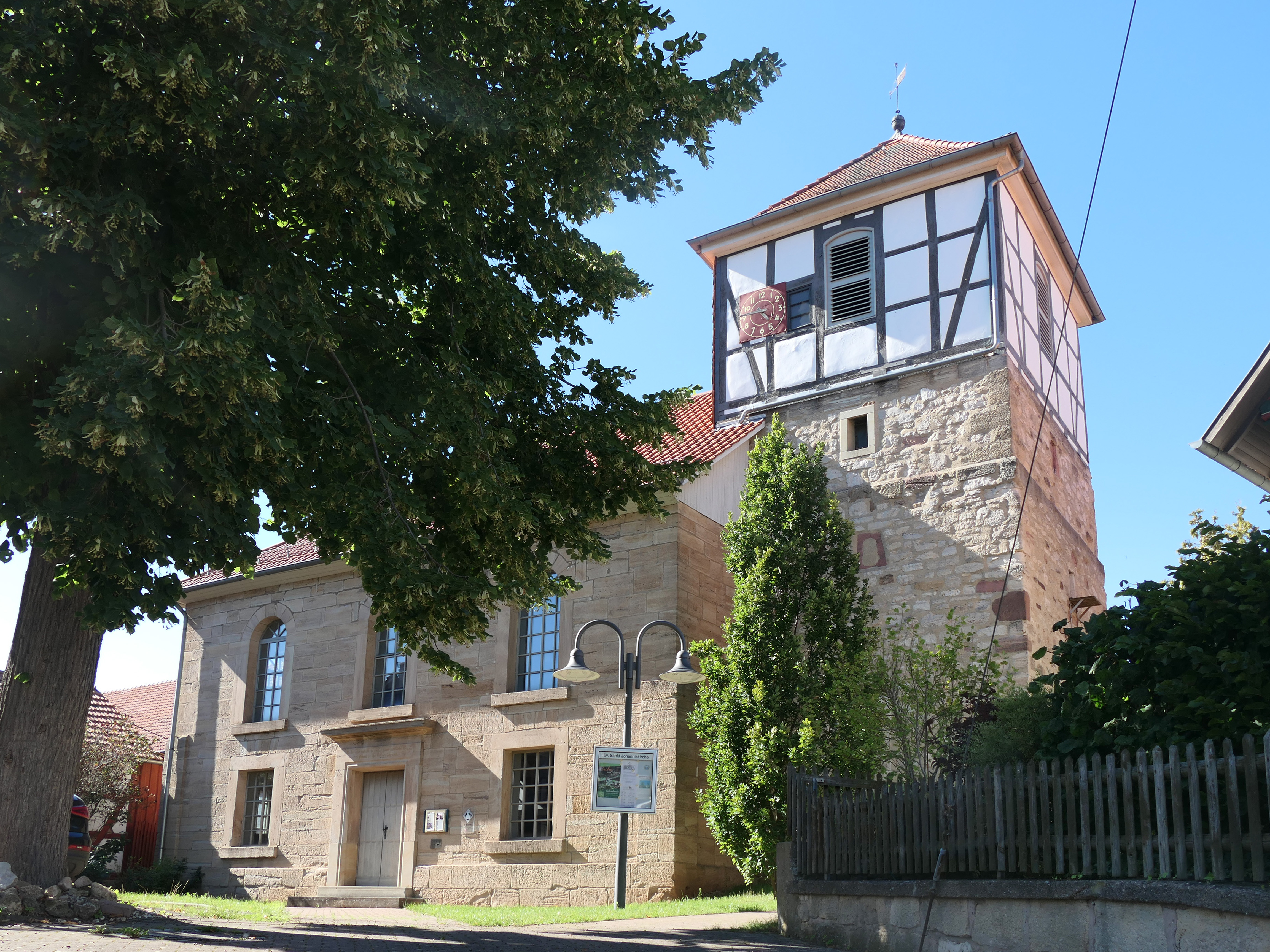
… und von Süden

Die evangelische Johanniskirche in Heldra, im nordhessischen Werra-Meißner-Kreis, ist ein denkmalgeschütztes Gebäude mit einem mittelalterlichen Chorturm und einem später angesetzten Kirchenschiff aus der ersten Hälfte des 19. Jahrhunderts. Die Kirchengemeinde Heldra gehört mit den Gemeinden Altenburschla und Völkershausen zum Kirchspiel Altenburschla. In Altenburschla ist auch der Sitz des Pfarramts. Mit der Kirchengemeinde Wanfried bildet das Kirchspiel Altenburschla einen Gemeindeverband und arbeitet im Kooperationsraum Meinhard-Wanfried mit dem Kirchspiel Niederdünzebach und dem Gesamtverband Meinhard zusammen. Die Gemeinden befinden sich im Kirchenkreis Werra-Meißner, innerhalb der Evangelischen Kirche von Kurhessen-Waldeck im Sprengel Kassel.
Der erstmals im Jahr 876 als Heldron erwähnte Ort liegt im Treffurt-Wanfrieder Werratal, dem südlichsten Teil des Unteren Werratales und wird von thüringischem Gebiet umgeben. Durch eine nach dem Zweiten Weltkrieg vorgenommenen Grenzziehung befand sich Heldra im Nachkriegsdeutschland in einem schmalen Zipfel, der an drei Seiten von den aufwendigen Grenzanlagen der DDR umschlossen war. Zugang zum Ort war in dieser Zeit nur durch einen rund 1,5 km breiten Korridor aus nördlicher Richtung möglich. Im Rahmen der hessischen Gebietsreform wurde Heldra am 1. April 1972 als Ortsteil in die Stadt Wanfried eingegliedert.

## Geschichte
Das Untergeschoß des Chorturms ist der älteste Teil der Kirche und ein Relikt aus dem 13. Jahrhundert. In dieser Zeit war Heldra im Besitz der Herren von Treffurt, die zu Beginn des thüringisch-hessischen Erbfolgekrieges im Jahr 1247 im Ort mit der Errichtung der „Hellerburg“ begannen. Nach der Niederlage der Treffurter Ritter wurden die bereits vollendeten Teile der Burg abgerissen, nur der halbfertige, rund neun Meter hohe Turm blieb stehen. In seinem Inneren soll schon sehr früh eine Kapelle eingerichtet worden sein. Als mit der wachsenden Zahl der in Heldra lebenden Menschen der Raum zu klein geworden war, wurde um 1440 ein Kirchenschiff aus Feldsteinen und Lehm an die Westseite des Turms angebaut. Dessen Fachwerkobergeschoss und das abschließende Zeltdach stammen aus der Zeit um 1825.

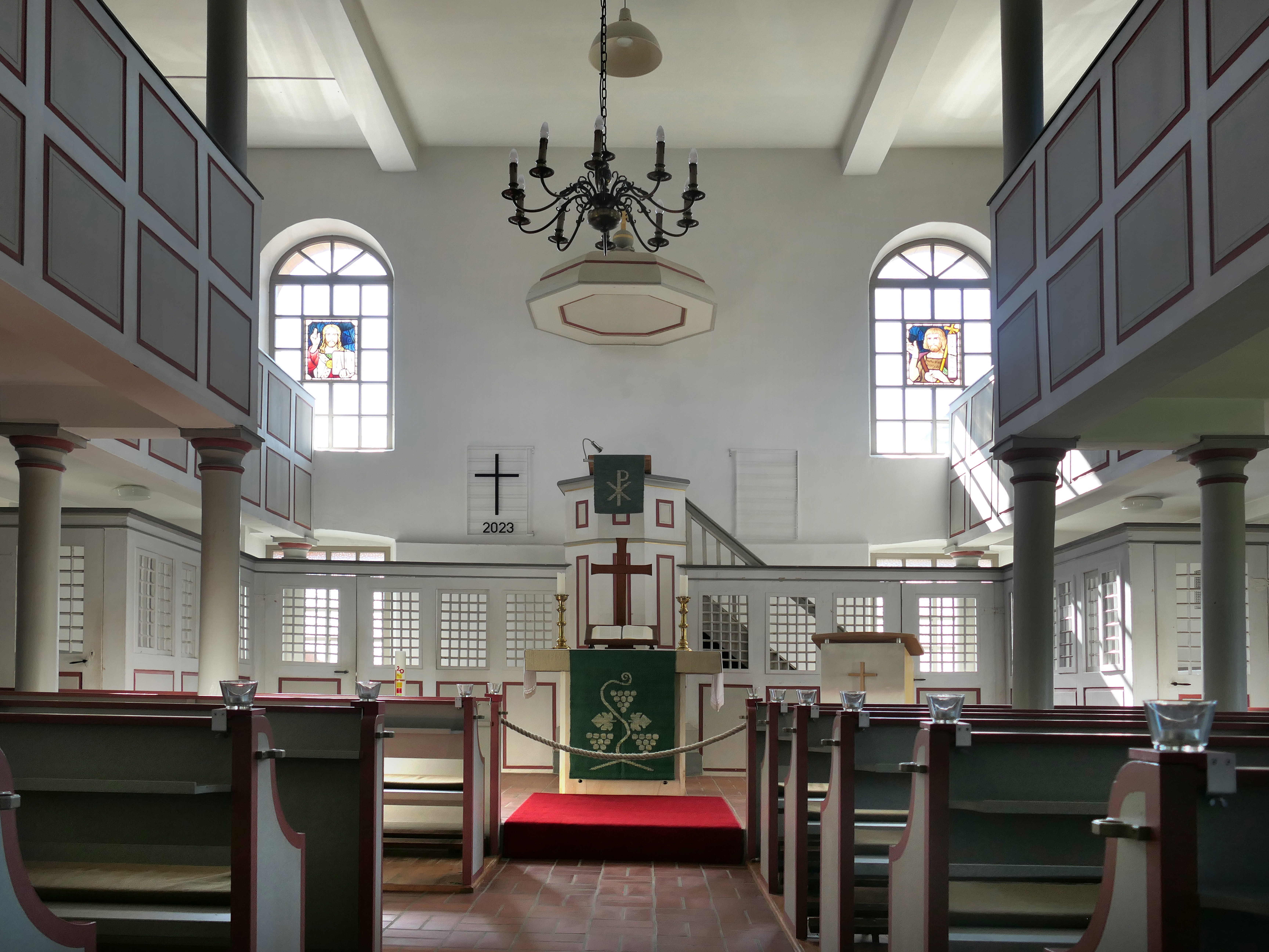
Der Innenraum der Johanniskirche

In den Jahren von 1844 bis 1845 wurde das Kirchenschiff durch einen Neubau aus Sandstein nach Plänen des Eschweger Landbaumeisters Anton Jacob Spangenberg (* 26. Juni 1796; † 21. Oktober 1882) auf seine heutige Größe erweitert. Spangenberg entwarf für die Kirche einen schlichten Bau in klassizistischer Form, dessen Innenraum dem klaren Gefüge des Außenbaues folgte. Der nahezu quadratisch geschnittene Saal ist auf den Altar ausgerichtet, was damals den Anforderungen an eine auf die Wortverkündigung ausgerichteten protestantischen Predigtkirche entsprach. Die Kanzel befindet sich hinter dem Altar in erhöhter Position, an der nördlichen Wand oberhalb der Patronatsloge. Besonders auffällig sind die hohen Brüstungen der umlaufenden Empore. Im Jahr 1910 wurde die Johanniskirche mit hohem Aufwand renoviert und die mit Spenden finanzierten bunten Fensterbilder eingesetzt. Im linken Fensterbild ist der segnende Christus abgebildet, im rechten Johannes der Täufer.

## Ausstattung

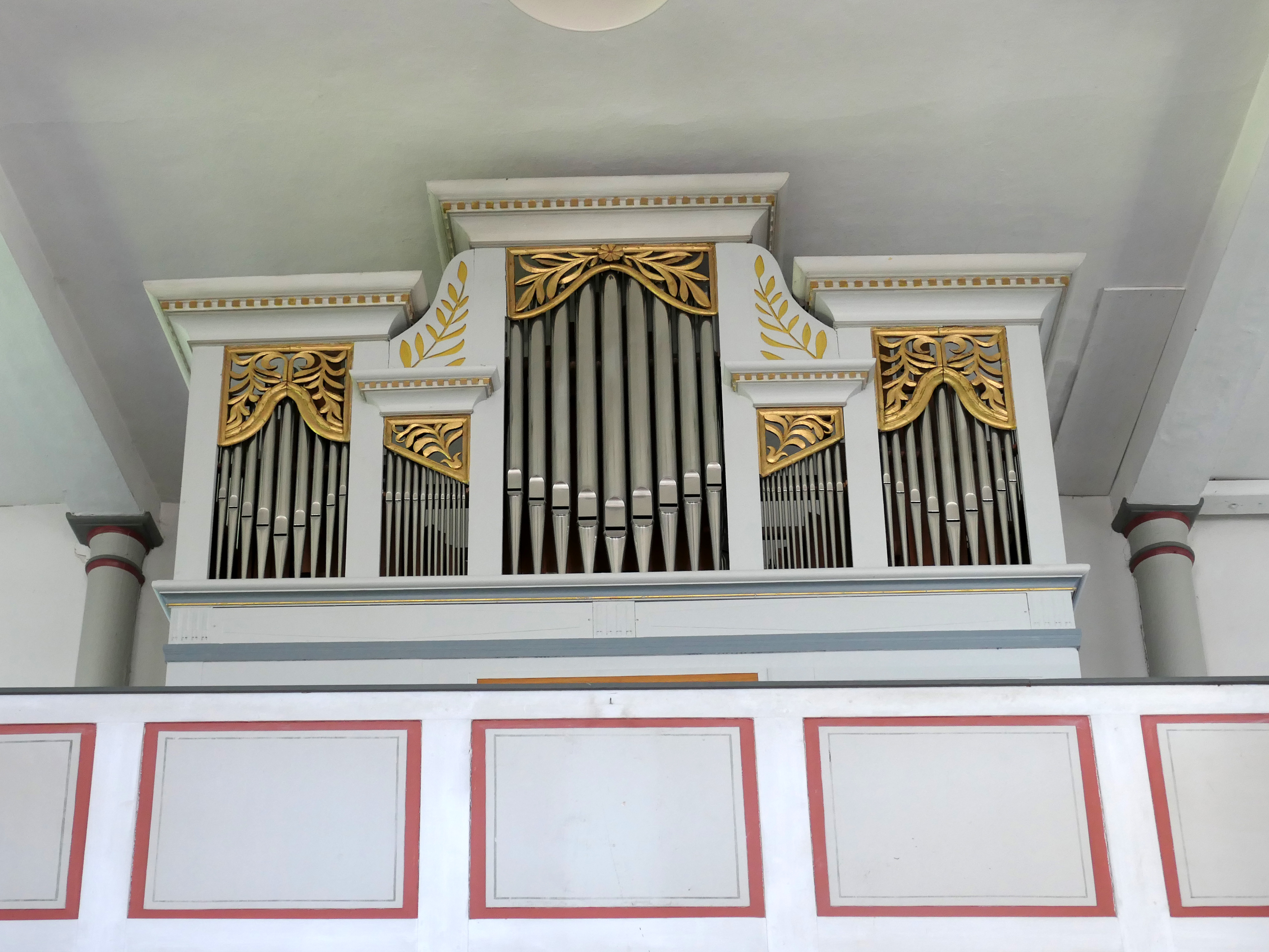
Die Schmerbach-Orgel

Als Besonderheiten der Johanniskirche gelten:
- Abendmahlkelch von 1611

Den noch heute genutzten Abendmahlkelch schenkte der Junker Hans von Erfa 1611 der Kirchengemeinde. Zu den am unteren Kelchrand eingravierten Namen gehört auch der des damals amtierenden Pfarrers Selichmüller.
- Francke-Bibel von 1666

Der Hofrat Johannes Francke (* 27. Februar 1625; † 30. April 1670) machte die mit reichem Bilderschmuck versehene Lutherbibel der Heldraer Kirchengemeinde im Jahr 1666 zum Geschenk. Francke war der Sohn des aus Heldra stammenden Lübecker Bäckers Hans Francke († 1650) und Vater des Theologen August Hermann Francke (* 22. März 1663; † 8. Juni 1727), dem Gründer der Franckeschen Stiftungen. Lange Zeit war die Bibel verschollen, bis sie von dem Heimatdichter Wilhelm Pippart (* 27. September 1878; † 21. Dezember 1962) in einem Wanfrieder Taubenschlag wiedergefunden wurde. Das Blatt mit der persönlichen Widmung an die Kirchengemeinde Heldra war allerdings herausgerissen worden, so dass die Stadt Wanfried das Besitzrecht erlangte. Im Jahr 1999 kehrte die „Francke-Bibel“ als Dauerleihgabe der Stadt Wanfried nach Heldra zurück und ziert an hohen Feiertagen den Altar der Johanniskirche.
- Schmerbach-Orgel von 1845

Das Instrument baute der Orgelbauer Johann Wilhelm Schmerbach der Jüngere (* 30. Januar 1795; |† 14. September 1872) aus Frieda im Jahr 1845 in das neu errichtete Kirchenschiff ein. Im Zweiten Weltkrieg wurden die Prospektpfeifen aus Zinn eingeschmolzen und durch Zink-Pfeifen ersetzt. Bei der aufwendigen Restaurierung von 1998 wurden die Veränderungen rückgängig gemacht und die Pfeifen erneut in Zinn ausgeführt.
- Geläut

Die mittelgroße der drei Glocken im Glockenstuhl des Turms wurde 1665 von einem französischen Wandergießer auf einem Flurstück in Werranähe gegossen. Die beiden anderen mussten in der Zeit des Zweiten Weltkrieges abgeliefert werden, um aus ihrem Metall Kriegsgerät herzustellen. Durch eine Spendensammlung konnten 1956 wieder zwei neue Glocken angeschafft werden. Die große wiegt 600 Kilogramm und trägt die Inschrift: „Lasset Euch versöhnen mit Gott“. In der kleinen, 200 Kilogramm schweren Glocke steht: „Seid fröhlich in Hoffnung, geduldig in Trübsal, haltet an am Gebet“.

## Denkmalschutz
Wegen ihrer künstlerischen, geschichtlichen und städtebaulichen Bedeutung ist die Johanniskirche ein geschütztes Kulturdenkmal. In dem Denkmalverzeichnis des Landes Hessen hat sie die Nummer 39045. Sie befindet sich innerhalb der Gesamtanlage des Ortes, die die historische Bausubstanz repräsentiert und aus geschichtlichen Gründen unter Denkmalschutz steht.